# 安元の大火
安元の大火（あんげんのたいか）は、安元3年4月28日（ユリウス暦1177年5月27日）に平安京内で起こった大火災。太郎焼亡（たろうしょうぼう）とも呼ばれる。

## 経過
安元3年（1177年）4月28日亥の刻（午後10時頃）、樋口富小路付近で発生した火は南東からの強風にあおられて北西方向へ燃え広がり、西は朱雀大路（幅約84メートル）を越えて右京にあった藤原俊盛邸が焼失し、北は大内裏にまで達した。皇居（里内裏）だった閑院（二条南、西洞院西）にも火が迫ったため、高倉天皇と中宮・平徳子は正親町東洞院にある藤原邦綱邸に避難した。火は翌日辰の刻（午前8時頃）になっても鎮火しなかったという（『玉葉』29日条）。焼失範囲は東が富小路、南が六条、西が朱雀以西、北が大内裏で、京の三分の一が灰燼に帰した。大内裏の大極殿の焼亡は貞観18年（876年）、天喜6年（1058年）に次いで三度目であったが、内裏で天皇が政務を執り行う朝堂院としての機能はもはや形骸化しており以後は再建されることはなかった。

## 被害
- 『玉葉』『愚昧記』『清獬眼抄』（『群書類従』公事部108）による。

大内裏
| - 大極殿 - 八省院 - 会昌門 - 応天門 - 朱雀門 | - 神祇官 - 民部省 - 主計寮 - 主税寮 - 式部省 | - 真言院 - 主水司 - 大膳職 |

その他の施設
- 大学寮
- 勧学院

公卿の邸宅
- 関白・松殿基房邸…錦小路南、大宮東
- 内大臣・平重盛邸…五条坊門、万里小路西
- 大納言・徳大寺実定邸…三条南、西洞院西
- 大納言・滋野井実国邸…三条南、油小路西
- 大納言・藤原隆季邸…四条北、大宮東
- 二位・藤原兼房邸…四条北、大宮西
- 大納言・藤原邦綱邸…綾小路南、西洞院西
- 大納言・三条実房邸…三条、油小路
- 大納言・源定房邸…右京
- 中納言・日野資長邸…綾小路北、西洞院
- 中納言・中山忠親邸…三条北、堀川西
- 中納言・源雅頼邸…三条南、猪熊東
- 中納言・藤原実綱邸…五条南、大宮西
- 参議・藤原頼定邸…綾小路、堀川
- 三位・藤原俊経邸…六角南、大宮西
- 三位・藤原俊盛邸…四条南、朱雀西（右京）

「この外殿上人已下、幾多を知らず」（『玉葉』）
「家二万余家云々、町数二百余町を焼く云々」（『愚昧記』）
「およそ百八十余町。この中人家、幾万家を知らず」（『百錬抄』）
「その外、数へ知るに及ばず。すべて都のうち、三分が一に及べりとぞ」（『方丈記』）